# Longicella
Longicella is een geslacht van vlinders van de familie uilen (Noctuidae), uit de onderfamilie Agaristinae.

## Soorten
- L. luctifera Boisduval, 1836
- L. mollis Walker, 1856